# Serhiy Danylovskyy
Serhiy Yuriyovitch Danylovskyi (ukrainien : Сергій Юрійович Даниловський) est un footballeur ukrainien, né le 20 août 1981 à Tbilissi en Géorgie. Il évolue au poste de milieu défensif.

## Palmarès
Vierge